# Numărul lui Avogadro

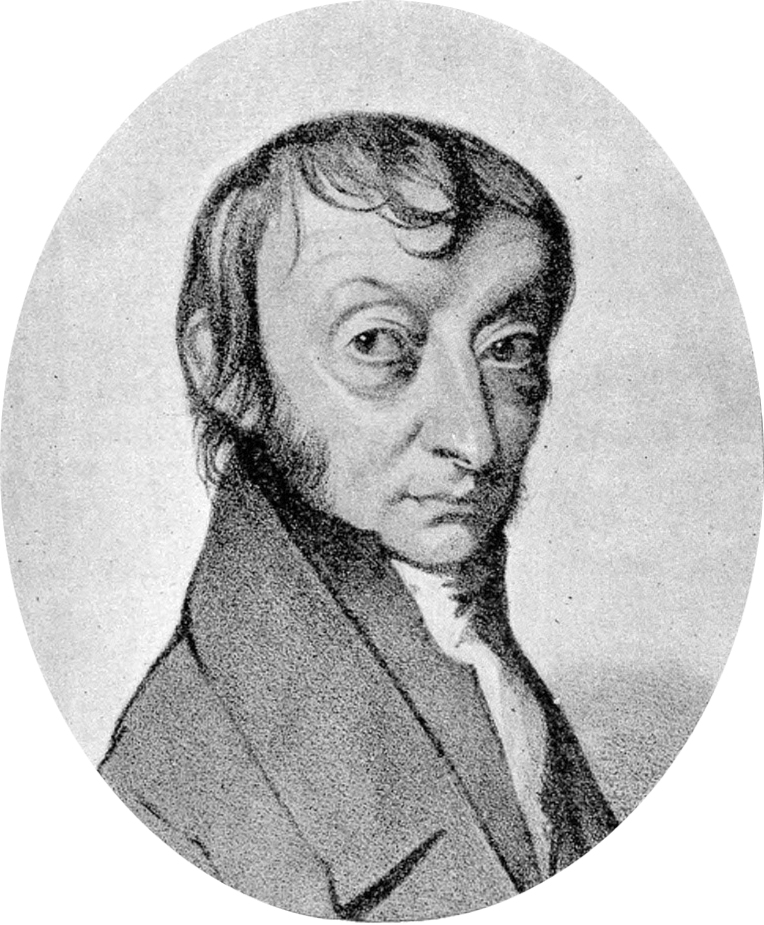
Amedeo Avogadro

În chimie și fizică, constanta lui Avogadro (numită după savantul Amedeo Avogadro) este numărul particulelor constituente, de obicei atomi sau molecule, care sunt conținute în cantitatea de substanță dată de un mol. Astfel, ea este un factor de proporționalitate, care leagă masa molară a unui compus cu masa unui eșantion. Constanta lui Avogadro, adesea marcată cu simbolul NA sau L, are valoarea 602.214.076.000.000.000.000.000 în Sistemul Internațional de Unități (SI).
Definițiile anterioare ale cantității de substanță implicau numărul lui Avogadro, termen istoric strâns legat de constanta lui Avogadro, dar definit în mod diferit: numărul lui Avogadro era inițial definit de Jean Baptiste Perrin ca numărul de atomi într-o gram-moleculă de hidrogen atomic, adică un gram de hidrogen. Acest număr este, de asemenea, cunoscut sub numele de constanta  Loschmidt în literatura germană de specialitate. Constanta a fost mai târziu redefinită ca fiind numărul de atomi din 12 g de izotop de carbon-12⁠(d) (12C), și încă mai târziu generalizată ca legătură între cantitatea de substanță și greutatea moleculară. De exemplu, la o primă aproximare⁠(d), 1 gram de hidrogen elementar (H), având numărul atomic (și de masă) 1, are 6.022×1023 atomi de hidrogen. Similar, 12 g de 12C, cu numărul de masă 12 (numărul atomic 6), are același număr de atomi de carbon, 6.022×1023. Numărul lui Avogadro este o cantitate adimensională și are aceeași valoare numerică a lui Avogadro dată în unități de bază. În contrast, constanta lui Avogadro are dimensiunea inversului cantității de substanță.
Revizuirea setului de bază de unități SI a necesitat redefinirile conceptelor de cantitate chimică. Numărul lui Avogadro, și definiția sa, a fost descurajată în favoarea constantei lui Avogadro și a definiției sale. Sunt propuse modificări în unitățile SI pentru a stabili valoarea constantă la exact 6.02214X×1023 atunci când este exprimată în unitatea mol-1, în care un "X" la sfârșitul unui număr înseamnă una sau mai multe cifre finale asupra cărora încă nu s-a convenit.

## Istoria
Constanta lui Avogadro este numită după omul de știință italian din secolul al XIX-lea Amedeo Avogadro, care, în 1811, a fost primul care a avansat ideea că volumul unui gaz (la o anumită presiune și temperatură) este proporțional cu numărul de atomi sau molecule, indiferent de natura gazului. Fizicianul francez Jean Perrin a propus în 1909 numirea constantei în onoarea lui Avogadro. Perrin a primit în 1926 Premiul Nobel pentru Fizică, în mare parte pentru munca sa de determinare a constantei lui Avogadro prin mai multe metode diferite.
Valoarea constantei lui Avogadro a fost pentru prima oară indicată de Johann Josef Loschmidt, care în 1865 a estimat diametrul mediu al moleculelor din aer printr-o metodă care este echivalentă cu calcularea numărului de particule dintr-un volum dat de gaz. Această din urmă valoare, numărul de densitate {\displaystyle n_{0}} de particule într-un gaz ideal, este acum numită constanta Loschmidt în onoarea lui, și este legată de constanta lui Avogadro, NA, prin relația
{\displaystyle n_{0}={\frac {p_{0}N_{\rm {A}}}{RT_{0}}}}
unde p0 este presiunea, R este constanta gazului ideal și T0 este temperatura absolută⁠(d). Legătura cu Loschmidt este sursa simbolului L folosit uneori pentru constanta lui Avogadro, și în literatura de specialitate de limba germană ambele constante pot purta același nume, distingându-se numai prin unitatea de măsură.
Determinări precise ale numărului lui Avogadro impun măsurarea unei singure mărimi la scară atomică și la scară macroscopică folosind aceeași unitate de măsură. Acest lucru a devenit posibil pentru prima dată când fizicianul american Robert Millikan a măsurat sarcina unui electron în 1910. Sarcina electrică pe mol de electroni este o constantă numită constanta lui Faraday și a fost cunoscut încă din 1834, când Michael Faraday a publicat lucrările sale despre electroliză. Împărțind sarcina unui mol de electroni la cea a unui singur electron, se obține numărul lui Avogadro. Din 1910, calcule mai noi au determinată cu mai mare precizie valorile pentru constanta lui Faraday constantă și pentru sarcina elementară. (A se vedea mai jos)
Perrin a propus inițial ca denumirea de numărul lui Avogadro (N) să se refere la numărul de molecule dintr-un singur gram-moleculă de oxigen (exact 32 g de oxigen, în conformitate cu definițiile vremii), și acest termen este încă utilizat pe scară largă, mai ales în manualele introductive. Schimbarea de nume în constanta lui Avogadro (NA) a venit odată cu introducerea molului, ca unitate fundamentală⁠(d) în Sistemul Internațional de Unități (SI) în 1971, care recunoștea cantitatea de substanță ca dimensiune de măsurare independentă. După această recunoaștere, constanta lui Avogadro nu mai este un număr pur, ci are și o unitate de măsură, anume inversul molului (mol-1).

## Rolul general în știință
Constanta lui Avogadro este un factor de scalare între observațiile macroscopice și microscopice (atomice⁠(d)) ale naturii. Ca atare, acesta oferă o legătură între alte constante fizice și proprietăți. De exemplu, după valorile 2014 CODATA, ea stabilește următoarea relație între constanta gazului ideal R și constanta Boltzmann kB,
{\displaystyle R=k_{\rm {B}}N_{\rm {A}}=8.314\,4598(48)\ {\rm {J\,mol^{-1}\,K^{-1}}}\,}
și între constanta lui Faraday F și sarcina elementară e,
{\displaystyle F=N_{\rm {A}}e=96\,485.33289(59)\ {\rm {C\,mol^{-1}}}.\,}
Constanta lui Avogadro intră și în definiția unității unificate de masă atomică, u,
{\displaystyle 1\ {\rm {u}}={\frac {M_{\rm {u}}}{N_{\rm {A}}}}=1.660\,539\,040(20)\times 10^{-27}\ {\rm {kg}}}
unde Mu este constanta de masă molară⁠(d).

## Măsurare

### Coulombmetrie
Cea mai veche metodă precisă pentru a măsura valoarea de constanta lui Avogadro s-a bazat pe coulombmetrie. Principiul este de a măsura constanta lui Faraday, F, care reprezintă sarcina electrică transportată de un mol de electroni, și să o împartă la sarcina elementară, e, pentru a obține constanta lui Avogadro.
{\displaystyle N_{\rm {A}}={\frac {F}{e}}}
Experimentul clasic este acela al lui Bower și Davis de la NIST, și se bazează pe dizolvarea argintului metalic din anodul unei celule de electroliză, în timp ce prin ea trece un curent electric constant I pentru un timp cunoscut t. Dacă m este masa de argint pierdută din anod și Ar este masa atomică a argintului, atunci constanta lui Faraday este dată de:
{\displaystyle F={\frac {A_{\rm {r}}M_{\rm {u}}It}{m}}.}
Oamenii de știință de la NIST au elaborat o metodă de a compensa argintul pierdut din anod prin cauze mecanice, și au efectuat o analiză a izotopilor⁠(d) de argint folosit pentru a-i determina masa atomică. Valoarea lor pentru constanta Faraday convențională este F90 = 96485.39(13) C/mol, ceea ce corespunde la o valoare pentru constanta lui Avogadro de 6.0221449(78)×1023 mol−1: ambele valori au o incertitudine relativă standard de 1.3×10−6.

### Măsurarea masei electronului
Comisia de Date pentru Știință și Tehnologie (CODATA) publică valorile pentru constantele fizice pentru utilizare internațională. Ea determină constanta lui Avogadro din raportul dintre masa molară a electronului Ar(e)Mu și masa de repaus a electronului me:
{\displaystyle N_{\rm {A}}={\frac {A_{\rm {r}}({\rm {e}})M_{\rm {u}}}{m_{\rm {e}}}}.}
Masa atomică relativă a unui electron, Ar(e), este o cantitate direct măsurată, iar constanta de masă molară⁠(d), Mu, este o constantă definită în SI. Totuși, masa de repaus a electronului⁠(d) se calculează din alte constante măsurate:
{\displaystyle m_{\rm {e}}={\frac {2R_{\infty }h}{c\alpha ^{2}}}.}
Cum poate fi observat în tabelul de mai jos, principalul factor limitativ în precizia constantei lui Avogadro este incertitudinea privind valoarea constantei Planck, întrucât toate celelalte constante care contribuie la calcul sunt cunoscute mai precis.
| Constanta                        | Simbolul | Valoarea 2014 CODATA         | Incertitudinea relativă standard | Coeficientul de corelație cu NA |
| -------------------------------- | -------- | ---------------------------- | -------------------------------- | ------------------------------- |
| Raportul maselor proton-electron | mp/me    | 1836.152 673 89(17)          | 9.5×10-11                        | -0.0003                         |
| Constanta de masă molară⁠(d)      | Mu       | 0.001 kg/mol = 1 g/mol       | definită                         | —                               |
| Constanta Rydberg⁠(d)             | R∞       | 10 973 731.568 508(65) m-1   | 5.9×10-12                        | -0.0002                         |
| Constanta Planck                 | h        | 6.626 040 070(81)×10-34 J s  | 1.2×10-8                         | -0.9993                         |
| Viteza luminii                   | c        | 299 792 458 m/s              | definită                         | —                               |
| Constanta structurii fine        | α        | 7.297 352 5664(17)×10-3      | 2.3×10-10                        | 0.0193                          |
| Constanta lui Avogadro           | NA       | 6.022 140 857(74)×1023 mol-1 | 1.2×10-8                         | 1                               |

### Metode pe baza densității cristalelor cu raze X

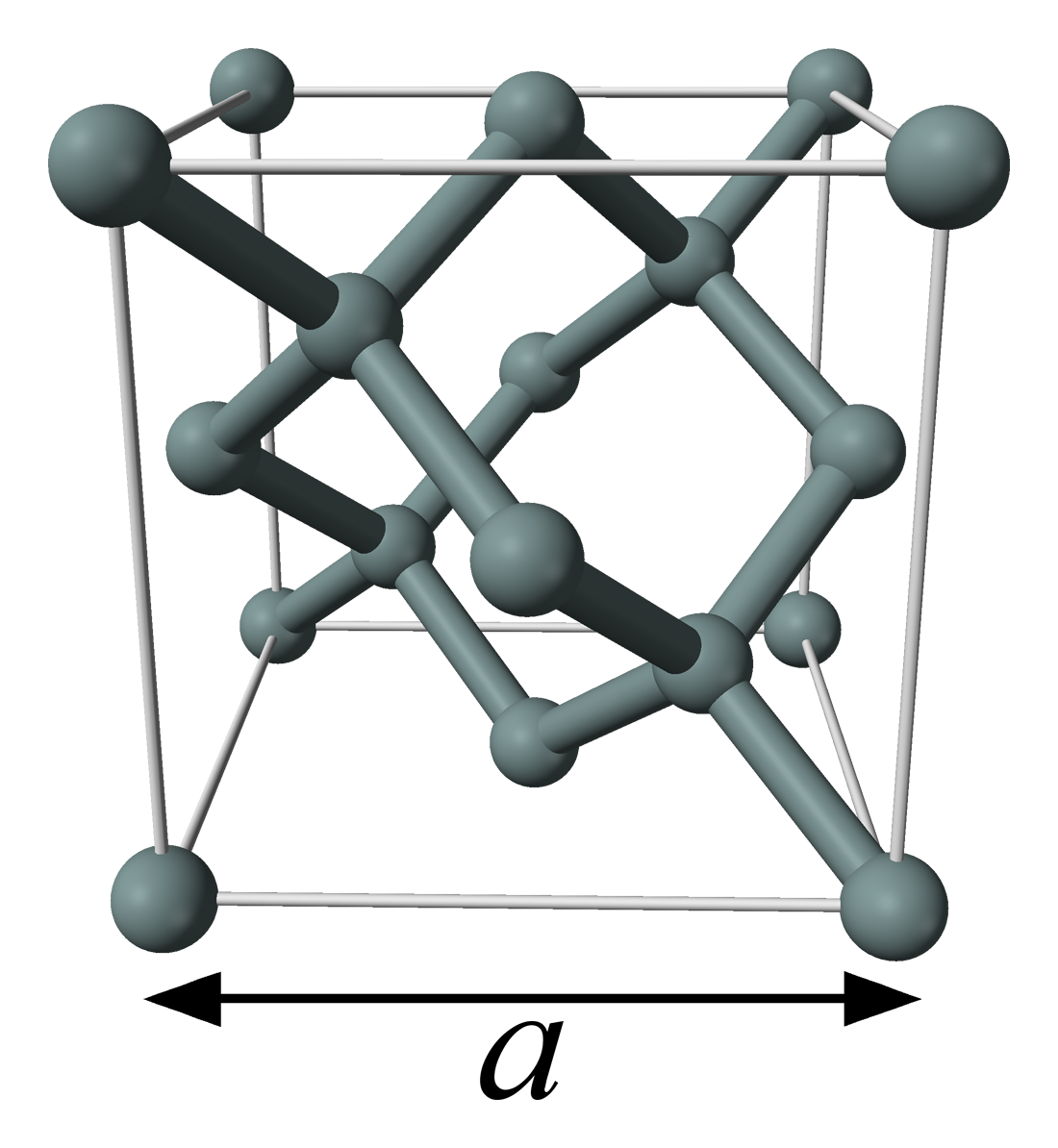
Model cu bile și linii al unei celule unitare de siliciu. Difracția de raze X măsoară parametrul de rețea a, care este folosit pentru a calcula o valoare pentru constanta lui Avogadro.

O metodă modernă de a determina constanta lui Avogadro este utilizarea de cristalografie cu raze X. Cristalele unice de siliciu pot fi produse astăzi în unități comerciale cu extrem de mare puritate și cu defecte minime ale structurii cristaline. Această metodă definește constanta lui Avogadro ca raportul dintre volumul molar, Vm, și volumul atomic Vatom:
{\displaystyle N_{\rm {A}}={\frac {V_{\rm {m}}}{V_{\rm {atom}}}}}, unde {\displaystyle V_{\rm {atom}}={\frac {V_{\rm {cell}}}{n}}} și n este numărul de atomi pe celula unitate de volum Vcell.
Celula unitate de siliciu are o structură cubică cu 8 atomi, iar unitatea de volum a celulelor poate fi măsurată prin determinarea unui singur parametru al celulei unitate, și anume lungimea uneia dintre laturile cubului, a.
În practică, măsurătorile sunt efectuate pe o distanță cunoscută ca d220(Si), care este distanța dintre planele notate cu indicii Miller⁠(d) {220}, și este egală cu a/√8. În 2006 CODATA, valoarea pentru d220(Si) este 192.0155762(50) pm, o incertitudine relativă de 2.8×10−8, corespunzătoare pentru o celulă unitate de volum 1.60193304(13)×10−28 m3.
Compoziția proporțională de izotopi a eșantionului utilizat trebuie să fie și ea evaluată și luată în considerare. Siliciul apare în trei izotopi (28Si 29Si 30Si), și variația naturală a proporțiilor lor este mai mare decât alte incertitudini ale măsurătorilor. Masa atomică relativă Ar pentru proba de cristal poate fi calculată, întrucât masele atomice relative ale celor trei nuclide sunt cunoscute cu mare precizie. Acest lucru, împreună cu densitatea ρ măsurată a eșantionului, permite determinarea volumului molar Vm:
{\displaystyle V_{\rm {m}}={\frac {A_{\rm {r}}M_{\rm {u}}}{\rho }}}
unde Mu este constanta de masă molară. Valoarea 2006 CODATA pentru volum molar de siliciu este 12.058 8349(11) cm3mol-1, cu o incertitudine relativă standard de 9.1×10−8.
Conform valorilor recomandate din 2006 CODATA, incertitudinea relativă în determinarea constantei lui Avogadro prin analiza densistății cristalelor cu raze X este de 1.2×10−7, de aproximativ două ori și jumătate mai mare decât prin metoda masei electronului.

#### Coordonarea Internațională Avogadro

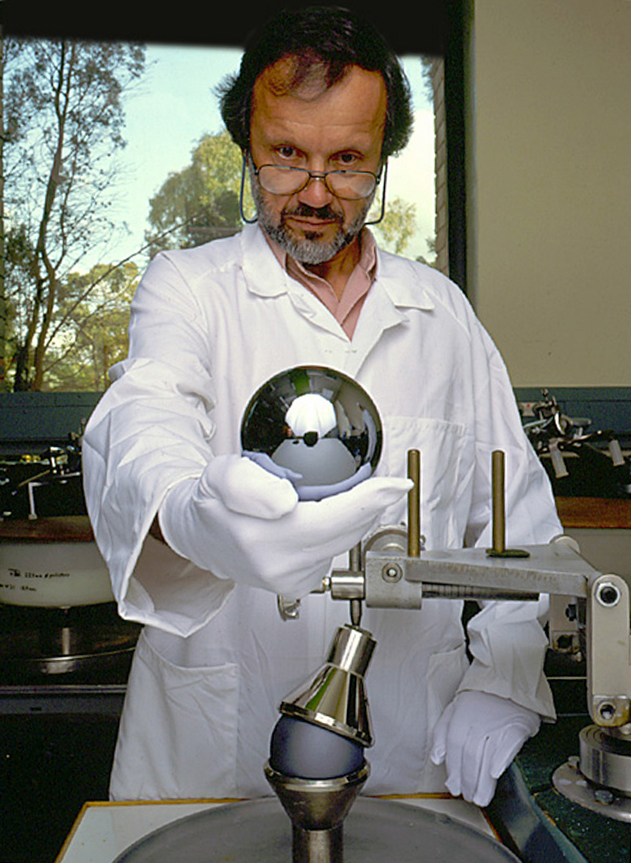
Achim Leistner la Centrul Australian pentru Optică de Precizie (ACPO) ține o sferă de cristale de siliciu de un kilogram pregătită pentru Coordonarea Internațională Avogadro.

Coordonarea Internațională Avogadro, de multe ori pur și simplu numită „proiectul Avogadro”, este o colaborare inițiată la începutul anilor 1990 între diferite institute naționale de metrologie pentru măsurarea constantei lui Avogadro prin metoda densității cristalelor cu raze X în scopul de a obține o incertitudine relativă de maxim 2×10-8. Proiectul face parte din eforturile de a redefini kilogramul în termeni de constantă fizică universală, pentru a înlocui Etalonul Internațional al Kilogramului, și completează măsurătorile constantei Planck cu balanța wattului⁠(d). În definițiile actuale ale Sistemului Internațional de Unități (SI), o măsurare a constantei lui Avogadro este o măsurare indirectă a constantei Planck:
{\displaystyle h={\frac {c\alpha ^{2}A_{\rm {r}}({\rm {e}})M_{\rm {u}}}{2R_{\infty }N_{\rm {A}}}}.}
Măsurătorile utilizează sfere de siliciu extrem de netede, cu o masă de un kilogram. Sferele sunt folosite pentru a simplifica măsurarea dimensiunilor (și, prin urmare, a densității) și pentru a minimiza efectul stratului de oxid, care se formează în mod inevitabil pe suprafață. Primele măsurători utilizau sfere de siliciu cu compoziție izotopică naturală, și aveau o incertitudine relativă de 3,1×10-7. Aceste rezultate intrau și ele în contradicție cu valorile constantei Planck calculate din măsurătorile cu balanța wattului, deși acum se crede că se cunoaște sursa discrepanței.
Principala incertitudine rămasă din primele măsurători rezidă în măsurarea compoziției izotopice a siliciului pentru calculul masei atomice deci, în 2007, a fost crescut un singur cristal de 4,8 kg de siliciu îmbogățit izotopic (99.94% 28Si), și din el s-au tăiat două sfere de un kilogram. Măsurătorile de diametru pe sfere sunt repetabile în limita a 0,3 nm, și incertitudinea în raport cu masa este de 3 µg. Rezultatele complete ale acestor determinări erau așteptate la sfârșitul anului 2010.
Lucrarea, publicată în ianuarie 2011, rezuma rezultatul Coordonării Internaționale Avogadro și prezenta o măsurare a constantei lui Avogadro ca fiind 6.02214078(18)×1023 mol-1.